# La Dangereuse Aventure
Pour plus de détails, voir Fiche technique et Distribution.
La Dangereuse Aventure (No Time for Love) est un film américain en noir et blanc réalisé par Mitchell Leisen, sorti en 1943.

## Synopsis
Katherine Grant est une photographe sophistiquée qui a du dédain pour les gens des classes inférieures de la société. Pour cette raison, elle est choquée lorsqu'elle est chargée de photographier un groupe d'hommes sur un chantier de construction pour un reportage. Parmi les hommes se trouve Jim Ryan, l'opposé de Katherine sous tous les aspects. Malgré leurs origines et leurs opinions différentes, une attirance se développe entre eux.

## Fiche technique
- Titre français : La Dangereuse Aventure
- Titre original : No Time for Love
- Réalisation : Mitchell Leisen
- Scénario : Claude Binyon, Warren Duff (en) (adaptation), d'après l'histoire de Robert Lees et Frederic I. Rinaldo
- Musique : Victor Young
- Direction artistique : Hans Dreier et Robert Usher
- Décors de plateau : Sam Comer et Ray Moyer
- Costumes : Edith Head et Irene (robes de Claudette Colbert)
- Effets visuels : Farciot Edouart et Gordon Jennings
- Production : Fred Kohlmar (producteur associé) et Mitchell Leisen
- Photographie : Charles Lang
- Montage : Alma Macrorie
- Société de production et de distribution  : Paramount Pictures
- Pays de production :  États-Unis
- Langue : anglais américain
- Format : noir et blanc — 35 mm — 1,37:1 — son : mono (Western Electric Mirrophonic Recording)
- Genre : comédie romantique
- Durée : 83 minutes
- Dates de sortie :
  - États-Unis : janvier 1943
  - France : 4 mars 1946
- Affiche : Boris Grinsson (France)

## Distribution
- Claudette Colbert : Katherine Grant
- Fred MacMurray : Jim Ryan
- Ilka Chase : Hoppy Grant
- Richard Haydn : Roger Winant
- Paul McGrath : Henry Fulton
- June Havoc : Darlene
- Marjorie Gateson : Sophie

Acteurs non crédités
- Murray Alper : Moran
- George Dolenz : chef des serveurs
- Bill Goodwin : Christley
- Robert Homans : Pop Murphy
- Lillian Randolph : Hilda
- Willard Robertson : le président de la compagnie de construction
- Grant Withers : Pete Hanagan